# Amateuroberliga Niedersachsen 1956/57
Die Saison 1956/57 der Amateuroberliga Niedersachsen war die achte Saison der höchsten niedersächsischen Amateurliga im Fußball. Sie nahm damals die zweithöchste Ebene im deutschen Ligensystem ein. Meister wurde der SV Union Salzgitter. Neben Salzgitter qualifizierten sich der VfB Oldenburg und der VfB Peine für die Aufstiegsrunde zur Oberliga Nord teil, wo sich keine Mannschaft durchsetzen konnte. Aus der Oberliga Nord stieg der SV Arminia Hannover in die Amateuroberliga Niedersachsen ab.
Die Abstiegsplätze nahmen im Westen der VfL Bückeburg und Roland Delmenhorst sowie im Osten der SC Uelzen 09 und der 1. FC Wolfsburg ein. Dafür stiegen aus der Amateurliga Niedersachsen die Amateure des VfL Osnabrück und Germania Wilhelmshaven in die Gruppe West sowie die SVG Göttingen 07 und Rot-Weiß Steterburg in die Gruppe Ost auf. Zur Saison 1957/58 wechselte der Hannoversche SC in die Ostgruppe und die SpVgg Preußen Hameln in die Westgruppe.

## Tabellen

### West
| Pl.               | Verein                    | Sp. | S  | U | N  | Tore    | Quote | Punkte |
| ----------------- | ------------------------- | --- | -- | - | -- | ------- | ----- | ------ |
| 1.                | VfB Oldenburg (A)         | 28  | 24 | 1 | 3  | 105:200 | 5,25  | 49:70  |
| 2.                | Victoria Oldenburg        | 28  | 16 | 6 | 6  | 055:350 | 1,57  | 38:18  |
| 3.                | Eintracht Osnabrück       | 26  | 16 | 4 | 6  | 064:380 | 1,68  | 36:16  |
| 4.                | TSR Olympia Wilhelmshaven | 28  | 15 | 3 | 10 | 052:350 | 1,49  | 33:23  |
| 5.                | Cuxhavener SV             | 28  | 13 | 4 | 11 | 059:450 | 1,31  | 30:26  |
| 6.                | Falke Steinfeld           | 28  | 10 | 8 | 10 | 069:700 | 0,99  | 28:28  |
| 7.                | VfL Germania Leer (N)     | 28  | 12 | 3 | 13 | 048:480 | 1,00  | 27:29  |
| 8.                | Hannoverscher SC (N)      | 28  | 10 | 7 | 11 | 050:580 | 0,86  | 27:29  |
| 9.                | BV Cloppenburg            | 28  | 10 | 5 | 13 | 060:660 | 0,91  | 25:31  |
| 10.               | Sportfreunde Oesede       | 28  | 8  | 9 | 11 | 056:730 | 0,77  | 25:31  |
| 11.               | SC Nordenham              | 28  | 8  | 7 | 13 | 048:690 | 0,70  | 23:33  |
| 12.               | Kickers Emden             | 28  | 8  | 7 | 13 | 042:700 | 0,60  | 23:33  |
| 13.               | Sparta Nordhorn           | 28  | 10 | 2 | 16 | 049:670 | 0,73  | 22:34  |
| 14.               | VfL Bückeburg             | 28  | 7  | 5 | 16 | 046:710 | 0,65  | 19:37  |
| 15.               | Roland Delmenhorst        | 28  | 3  | 9 | 16 | 035:730 | 0,48  | 15:41  |
| Stand: Saisonende |                           |     |    |   |    |         |       |        |

### Ost
| Pl.               | Verein                     | Sp. | S  | U  | N  | Tore    | Quote | Punkte |
| ----------------- | -------------------------- | --- | -- | -- | -- | ------- | ----- | ------ |
| 1.                | SV Union Salzgitter        | 30  | 20 | 4  | 6  | 107:510 | 2,10  | 44:16  |
| 2.                | VfB Peine                  | 30  | 19 | 5  | 6  | 090:300 | 3,00  | 43:17  |
| 3.                | Teutonia Uelzen            | 30  | 18 | 6  | 6  | 061:500 | 1,22  | 42:18  |
| 4.                | VfV Hildesheim             | 30  | 17 | 5  | 8  | 080:430 | 1,86  | 39:21  |
| 5.                | Wolfenbütteler SV          | 30  | 17 | 4  | 9  | 085:560 | 1,52  | 38:22  |
| 6.                | Goslarer SC 08             | 30  | 15 | 6  | 9  | 071:550 | 1,29  | 36:24  |
| 7.                | Eintracht Braunschweig Am. | 30  | 11 | 10 | 9  | 059:480 | 1,23  | 32:28  |
| 8.                | Leu Braunschweig           | 30  | 15 | 2  | 13 | 077:840 | 0,92  | 32:28  |
| 9.                | SpVgg Preußen Hameln       | 30  | 11 | 7  | 12 | 064:510 | 1,25  | 29:31  |
| 10.               | VfB Fallersleben           | 30  | 10 | 6  | 14 | 050:750 | 0,67  | 26:34  |
| 11.               | Borussia Hildesheim        | 30  | 9  | 7  | 14 | 051:720 | 0,71  | 25:35  |
| 12.               | TuS Celle                  | 30  | 8  | 7  | 15 | 054:650 | 0,83  | 23:37  |
| 13.               | FC Grone                   | 30  | 8  | 6  | 16 | 053:870 | 0,61  | 22:38  |
| 14.               | SV Alfeld (N)              | 30  | 8  | 6  | 16 | 041:740 | 0,55  | 22:38  |
| 15.               | SC Uelzen 09 (N)           | 30  | 5  | 5  | 20 | 044:870 | 0,51  | 15:45  |
| 16.               | 1. FC Wolfsburg            | 30  | 4  | 4  | 22 | 033:920 | 0,36  | 12:48  |
| Stand: Saisonende |                            |     |    |    |    |         |       |        |

| (A) | Absteiger aus der Oberliga Nord 1955/56              |
| (N) | Aufsteiger aus der Amateurliga Niedersachsen 1955/56 |

## Niedersachsenmeisterschaft
Die beiden Staffelsieger ermittelten in einem Spiel den Niedersachsenmeister. Gespielt wurde am 22. April 1957 in Oldenburg. Der SV Union Salzgitter setzte sich dabei durch.
|                                          | Ergebnis |                                               |
| ---------------------------------------- | -------- | --------------------------------------------- |
| VfB Oldenburg (Meister der Staffel West) | 1:2      | SV Union Salzgitter (Meister der Staffel Ost) |

## Qualifikation zur Qualifikationsrunde zur Oberliga Nord
Die beiden Vizemeister ermittelten den dritten niedersächsischen Teilnehmer an der Aufstiegsrunde. Das Spiel fand am 22. April 1957 in Verden statt.
|                                                   | Ergebnis |                                         |
| ------------------------------------------------- | -------- | --------------------------------------- |
| Victoria Oldenburg (Vizemeister der Staffel West) | 2:4      | VfB Peine (Vizemeister der Staffel Ost) |

## Aufstiegsrunde zur Amateuroberliga
Die acht Meister der Amateurligen ermittelten im Ligasystem vier Aufsteiger in die Landesliga. Die beiden Gruppensieger und Gruppenzweiten stiegen auf.

### Gruppe A
| Pl.               | Verein                                             | Sp. | S | U | N | Tore    | Quote | Punkte |
| ----------------- | -------------------------------------------------- | --- | - | - | - | ------- | ----- | ------ |
| 1.                | VfL Osnabrück Am. (Meister der Amateurliga 8)      | 6   | 5 | 0 | 1 | 021:100 | 2,10  | 10:20  |
| 2.                | Germania Wilhelmshaven (Meister der Amateurliga 1) | 6   | 3 | 0 | 3 | 018:110 | 1,64  | 06:60  |
| 3.                | TSV Verden (Meister der Amateurliga 6)             | 6   | 2 | 1 | 3 | 013:190 | 0,68  | 05:70  |
| 4.                | Frisia Goldenstedt (Meister der Amateurliga 2)     | 6   | 1 | 1 | 4 | 010:220 | 0,45  | 03:90  |
| Stand: Saisonende |                                                    |     |   |   |   |         |       |        |

### Gruppe B
| Pl.               | Verein                                              | Sp. | S | U | N | Tore    | Quote | Punkte |
| ----------------- | --------------------------------------------------- | --- | - | - | - | ------- | ----- | ------ |
| 1.                | Rot-Weiß Steterburg (Meister der Amateurliga 4)     | 6   | 4 | 1 | 1 | 017:100 | 1,70  | 09:30  |
| 2.                | SVG Göttingen 07 (Meister der Amateurliga 5)        | 6   | 2 | 1 | 3 | 012:100 | 1,20  | 05:70  |
| 3.                | Sportfreunde Ricklingen (Meister der Amateurliga 3) | 6   | 2 | 1 | 3 | 009:100 | 0,90  | 05:70  |
| 4.                | VfL Wolfsburg Am. (Meister der Amateurliga 7)       | 6   | 0 | 1 | 5 | 006:140 | 0,43  | 01:11  |
| Stand: Saisonende |                                                     |     |   |   |   |         |       |        |

Die punktgleichen Mannschaften aus Göttingen und Ricklingen ermittelten in einem Entscheidungsspiel den zweiten Aufsteiger aus Gruppe B. Gespielt wurde am 22. Juni 1957 in Alfeld.
|                  | Ergebnis |                         |
| ---------------- | -------- | ----------------------- |
| SVG Göttingen 07 | 1:0      | Sportfreunde Ricklingen |